# Franziska Schmidt (Politikerin)
Franziska Schmidt (* 31. August 1899 in Mannheim; † 10. November 1979 in Heilbronn) war eine deutsche Publizistin und Politikerin (SPD).

## Leben
Franziska Schmidt besuchte in Mannheim die Volksschule, die Realschule und die städtische Handelshochschule. Anschließend machte sie eine kaufmännische Lehre. 1927 trat sie der SPD bei und war bis 1933 Sekretärin beim SPD-Landesbezirk Baden und nebenbei Mitherausgeberin einer Frauenbeilage der Mannheimer Volks-Stimme. Von 1933 an fünf Jahre arbeitslos, fand sie 1938 bei der Reederei Schwaben in Heilbronn eine neue Anstellung.
1946 gehörte Franziska Schmidt beim Aufbau einer demokratischen Presse dem ersten Redaktionskollegium der neugegründeten Heilbronner Stimme an. Als das traditionsreiche sozialdemokratische Blatt Neckar-Echo von der Besatzungsmacht wieder zugelassen wurde, war sie dort von 1949 bis 1964 verantwortliche Lokalredakteurin. Sie arbeitet ab 1951 im Vorstand des Kleinen Theaters in Heilbronn mit, gehörte zum Kreis der Freunde der Kilianskirche und widmete sich dem Tierschutz.

## Politik
1946 wurde Franziska Schmidt in den Landtag von Württemberg-Baden gewählt. Sie gehörte diesem Gremium bis 1952 an. Ihre Hauptaufgabe sah sie im Kampf für die Rechte der Frauen. So protestierte sie beispielsweise, als die Kultusverwaltung damit begann, alle mit Familie belasteten Lehrerinnen, ohne zu unterscheiden ob verwitwet oder verheiratet, durch Kündigung aus dem Amt zu entfernen. Sie kämpfte für die Gleichberechtigung der Frauen, für die Wiedergutmachung an Geschädigte des Nazi-Regimes und für die Sicherung der nötigsten existenziellen Grundlagen.
Bereits im Januar 1948 war Franziska Schmidt in den Gemeinderat der Stadt Heilbronn gewählt worden, dem sie ununterbrochen bis Oktober 1971 angehörte. Sie war dort im Verwaltungsausschuss, im Ortsschulrat und im Kulturausschuss aktiv.

## Auszeichnungen
1969 wurde Franziska Schmidt mit dem Verdienstkreuz am Bande des Verdienstordens der Bundesrepublik Deutschland ausgezeichnet. 1971 erhielt sie den Ehrenring der Stadt Heilbronn und wurde als Mitbegründerin der Europa-Union Heilbronn zum Ehrenmitglied ernannt.